# Pest of the West
«Pest of the West» (titulado: «Peste del Oeste» en Hispanoamérica y «El Salvaje Oeste» en España) es el episodio 16 de la quinta temporada y el episodio 96 de la serie de televisión animada estadounidense Bob Esponja. En este episodio, Bob Esponja descubre que es un pariente lejano de SpongeBuck SquarePants, un sheriff de la antigua ciudad de Fondo de Bikini que ayudó a salvar a los ciudadanos del látigo más rápido de la ciudad, el malvado Dead Eye Plankton. Fue escrito por Luke Brookshier, Tom King, Steven Banks y Richard Pursel, con Andrew Overtoom y Tom Yasumi como directores de animación. Brookshier y King también actuaron como directores de guiones gráficos.
Pest of the West se emitió originalmente en Nickelodeon en los Estados Unidos el 11 de abril de 2008 y estuvo disponible en DVD cuatro días después. Incluía la canción «Idiot Friends» escrita por Tom Kenny y Andy Paley, que luego se lanzó en el álbum llamado SpongeBob's Greatest Hits en 2009. Tras su lanzamiento, el episodio obtuvo un total de 6,1 millones de espectadores y recibió críticas positivas de los críticos de los medios.

## Trama
En el Krusty Krab, Bob Esponja descubre que su amigo Patricio Estrella tenía un pariente famoso llamado Patricio Revere, quien advirtió a Fondo de Bikini sobre los feroces moluscos devoradores de hombres durante el siglo XVII. Más tarde, Mr. Krabs revela que también tenía un pariente famoso: su tatarabuelo Cangrejo, quien inventó el «Sistema de plegado de billetes derrochador», una trampa explosiva que ceba a sus víctimas con un billete de un dólar. Decepcionado por carecer de un pariente famoso, Bob Esponja entra al parque donde observa una estatua cubierta de excremento y se topa con Arenita, quien le revela que su tía abuela llamada Rosie Mejillas  fue la primera ardilla en descubrir petróleo en Texas. Sintiendo pena por Bob Esponja, Sandy lo lleva a una biblioteca. Bob Esponja descubre que es el tataranieto de un héroe occidental llamado Buckesponja  pantalones cuadrados . Sandy comienza a contarle a Bob Esponja la historia de Buckesponja .
En la historia, Buckesponja SquarePants toma un tren a un pueblo llamado Barranco de Ojo Muerto . Va a la funeraria y heladería Ojo Muerto , y luego a un salón occidental llamado La Cantina Cascaruda . Allí conoce a William Cangrejo  (el antepasado de Don Cangrejo ), Hopalong Tentáculos  (el antepasado de Calamardo) y Polene Puff (el antepasado de la Sra. Puff). SpongeBuck es nombrado sheriff por error y se entera de que el sheriff anterior había muerto. Más tarde, llega Pecos Patricio Estrella (el antepasado de Patricio) y advierte a todos que el villano de la ciudad, Dead Eye Plankton, llegará y cantará una canción llamada «Ojo Muerto ». Plankton Ojo Muerto  luego llega y desafía a SpongeBuck a un duelo al mediodía. SpongeBuck es expulsado a un desierto, donde conoce a Pecos Patricio Estrella. Pecos le dice a SpongeBuck que debe golpear a Dead Eye Plankton varias veces para derrotarlo. Cuando regresan a la ciudad, SpongeBuck se encuentra con Plankton Ojo Muerto  y los dos proceden a tener un duelo occidental. SpongeBuck luego pisa accidentalmente a Ojo Muerto  y lo derrota. La gente construye una estatua dorada de SpongeBuck para mostrar su gratitud. SpongeBuck dice que si alguna vez tiene un tataranieto, quiere que diga que estaba orgulloso de su abuelo.
Después de escuchar la historia, los dos amigos regresan al parque. Bob Esponja se da cuenta de que la estatua está cubierta de heces de medusa y la limpia, que en realidad es una estatua de Bob Esponja. El episodio concluye con Bob Esponja diciendo que algún día la gente sabrá el nombre de Buck Esponja, sin saber que las medusas han regresado.

## Producción
«Pest of the West» fue un episodio especial escrito por Luke Brookshier, Tom King, Steven Banks y Richard Pursel, con Andrew Overtoom y Tom Yasumi como directores de animación. Brookshier y King también actuaron como directores de guiones gráficos. Brown Johnson, presidente de animación de Nickelodeon y MTVN Kids and Family Group, dijo: «Bob Esponja constantemente encuentra nuevas formas de deleitar a nuestra audiencia [...], y este especial es sólo otro ejemplo de cómo el equipo creativo puede poner a Bob Esponja en cualquier ambientando y entregando momentos clásicos divertidos e inolvidables».
Para promocionar el episodio, Nickelodeon lanzó videos cortos del especial que incluyen un clip previo de dos minutos, clips de canciones y una repetición instantánea del especial luego de su estreno en TurboNick, el servicio de video de banda ancha de la cadena en Nick.com. Después de su estreno, se transmitió en video a pedido y estuvo disponible para su compra mediante descargas en varias plataformas de distribución de videos asociadas a Nickelodeon. Nickelodeon también lanzó una página en línea para el episodio ubicada en «www.nick.com/pest», donde presentaba un nuevo juego de la semana y un «generador de nombres».
Es el primer episodio de la serie en el que el equipo utilizó Wacom Cintiqs para los dibujos, en lugar de lápices. El diseñador de fondos de la serie Kenny Pittenger dijo que «la única diferencia real entre la forma en que dibujamos ahora y la forma en que dibujamos entonces es que abandonamos el lápiz y el papel durante la quinta temporada», El equipo comenzó el turno mientras trabajaban en el episodio. Pittenger dijo que «fue mientras trabajábamos en 'Pest of the West', uno de los especiales de media hora, que hicimos el cambio... ¿te diste cuenta?». El cambio a Wacom Cintiq permitió a los diseñadores y animadores dibujar en la pantalla de la computadora y realizar cambios inmediatos o deshacer errores. Pittenger dijo: «A muchos neoluditas (eh... quiero decir, a muchos de mis compañeros) no les gusta trabajar en ellos, pero los encuentro útiles. No hay sustituto para la inmediatez de dibujar en una hoja de papel, por supuesto, pero las tonterías náuticas digitales siguen siendo bastante divertidas».
La canción que aparece en el epílogo del episodio, «Idiot Friends», fue escrita por Tom Kenny, el actor de voz de Bob Esponja, y Andy Paley. En 2009, la canción fue lanzada en el álbum llamado SpongeBob's Greatest Hits, junto con otras 16 pistas.